# Crypta
Crypta és una banda de death metal brasilera fundada el 2019. El grup està format per la baixista i vocalista Fernanda Lira, la bateria Luana Dametto (ambdues exmembres de Nervosa), juntament amb les guitarristes Tainá Bergamaschi i Jéssica di Falchi.

## Història
El 25 d'abril de 2020 Fernanda Lira i Luana Dametto van deixar Nervosa. El 20 de maig del mateix any van anunciar que havien format una banda de death metal anomenada Crypta. Van completar la formació amb les guitarristes Sonia Anubis (exmembre de Burning Witches) i Tainá Bergamaschi (exmembre de Hagbard). Tot i l'anunci, la banda s'havia format un any abans, el juny de 2019. El 16 de juny de 2020, Napalm Records va anunciar que publicarien l'àlbum debut del grup. El primer senzill i videoclip va ser amb la cançó «From the ashes», sobre la coneguda història de l'au fènix.
La banda va gravar el seu primer disc a principis del 2021, a Family Mob, l'estudi propietat de Jean Dolabella (exmembre de Sepultura) i Estevam Romera. Després de presentar tres senzills, «From the ashes» el 21 d'abril, «Starvation» l'11 de maig i «Dark night of the soul» el 8 de juny, el seu àlbum debut, Echoes of the Soul, va ser publicat l'11 de juny de 2021. Va ser mesclat per Arthur Rizk (Code Orange, Power Trip) i masteritzat per Jens Bogren (Opeth, Dimmu Borgir, Sepultura). La portada va ser creada per Wes Benscoter, qui havia treballat anteriorment amb bandes com Slayer, Kreator, Black Sabbath, entre d'altres. El 20 de novembre, Crypta va fer el seu primer concert, al festival Porão do Rock de Brasília Un tema inèdit d'Echoes of the Soul, «I resign», va ser llançat com a senzill i videoclip el 3 de març de 2022.
El 5 d'abril de 2022, a través de les seves xarxes socials, la guitarrista principal de Crypta, Sonia Anubis, va anunciar que es separava de manera amistosa. El 13 d'abril, Jéssica di Falchi va ser anunciada com la substituta d'Anubis, actuant als festivals Wacken Open Air i Rock in Rio. Juntament amb l'anunci de l'entrada oficial de Di Falchi, la banda va confirmar un segon àlbum previst pel 2023.
El 31 de març de 2023, uns minuts després que Crypta acabés el seu concert a Belvidere, un tornado EF1 va colpejar l'Apollo Theatre i va provocar l'esfondrament del sostre que va matar una persona i va ferir-ne 40 més.

## Discografia
- Echoes of the Soul (2021)